# Enquête de police
Pour les articles homonymes, voir Enquête.
L'enquête de police est l'ensemble des investigations relatives à la commission d'une infraction, réalisées par le corps de la police judiciaire.

## France
En France, l'enquête de police peut se faire hors du cadre de l'instruction et consiste en la constatation d'infractions, le rassemblement de preuves et la recherche de leurs auteurs en référence à l'article 14 du code de procédure pénale. Elle peut également se faire dans le cadre de l'instruction préparatoire (ou information judiciaire), et consiste alors en l'exécution des délégations du juge d'instruction. Il s'agit des commissions rogatoires (CR) lesquelles ne peuvent être délivrées qu'à des officiers de police judiciaire.
On distingue habituellement l'enquête de flagrance de l'enquête préliminaire. La première est mise en œuvre pour les infractions en cours ou venant de se produire et confère des pouvoirs très coercitifs à la police. La seconde se fait dans les autres hypothèses. Son régime initialement moins coercitif s'est considérablement rapproché de celui de l'enquête de flagrance en raison de textes législatifs récents.
On peut également ajouter les contrôles d'identité qui, bien que parfois mis en œuvre à l'occasion d'une enquête, bénéficient d'un régime propre.
Afin de trouver des preuves d'une infraction, les enquêteurs recherchent dans un premier temps des indices.